# Newcastle Challenger 1999
Il Newcastle Challenger 1999 è stato un torneo di tennis facente parte della categoria ATP Challenger Series nell'ambito dell'ATP Challenger Series 1999. Il torneo si è giocato a Newcastle in Gran Bretagna dal 19 al 25 luglio 1999 su campi in terra rossa.

## Vincitori

### Singolare
Jeff Tarango ha battuto in finale  Ronald Agénor con il punteggio di 3–6, 6–0, 7–6

### Doppio
Marcus Hilpert /  Vaughan Snyman hanno battuto in finale  Hugo Armando /  Cédric Kauffmann con il punteggio di 7–5, 7–6